# Ceropegia madagascariensis
Ceropegia madagascariensis är en oleanderväxtart som beskrevs av Joseph Decaisne. Ceropegia madagascariensis ingår i släktet Ceropegia och familjen oleanderväxter. Inga underarter finns listade i Catalogue of Life.